# Amphicnemis martini
Amphicnemis martini е вид водно конче от семейство Coenagrionidae. Видът е незастрашен от изчезване.

## Разпространение
Разпространен е в Индонезия (Калимантан) и Малайзия (Саравак).